# Balderstone
Balderstone is een civil parish in het bestuurlijke gebied Ribble Valley, in het Engelse graafschap Lancashire met 410 inwoners.